# Bazyliany
Bazyliany lub Podubiś Bazyliański (lit. Bazilionai) – miasteczko na Litwie, położone w okręgu szawelskim, w rejonie szawelskim, na Żmudzi. Liczy 390 mieszkańców (2011).
Do 1795 roku znajdowało się w granicach Polski.

## Urodzeni w miasteczku
- Kazimierz Cytowicz – polski ziemianin i uczestnik powstania styczniowego
- Zygmunt Cytowicz – polski ziemianin i uczestnik powstania styczniowego